# Болетол
Болетол — антибіотична речовина, яка міститься в плодових тілах багатьох видів переважно трубчастих грибів.